# Mokrosęk
Mokrosęk – wieś sołecka w Polsce, położona w województwie mazowieckim, w powiecie radomskim, w gminie Jedlińsk.
Wieś ma status sołectwa.
Wierni Kościoła rzymskokatolickiego należą do parafii Narodzenia Najświętszej Maryi Panny w Starej Błotnicy.

## Położenie i przyroda
Wieś jest położona w obrębie Wzniesień Południowomazowieckich na Równinie Radomskiej (140–150 m n.p.m.), natomiast pod względem geobotanicznym znajduje się w Okręgu Radomsko-Kozienickim Krainy Północnych Wysoczyzn Brzeżnych. Miejscowość zajmuje powierzchnię 550 ha.
Drzewostan lasów rosnących we wsi składa się głównie z sosny zwyczajnej, brzozy i olszy, a także jedno stanowisko modrzewia, który rośnie tu blisko swojej północnej granicy zasięgu.
Wieś leży na terenie dwóch obwodów łowieckich – 562 i 545 (ich granica biegnie wzdłuż drogi powiatowej). Obwód 562 znajduje się w dzierżawie Koła Łowieckiego „Ryś” w Radomiu, a obwód 545 – Koła Łowieckiego „Rosomak” w Radomiu. Wcześniej, w latach 1950. miejscowość znajdowała się w obszarze działania innego koła o tej samej nazwie – Koła Łowieckiego „Ryś” w Radomiu.
| SIMC    | Nazwa  | Rodzaj     |
| ------- | ------ | ---------- |
| 0624999 | Gryzów | przysiółek |

## Infrastruktura

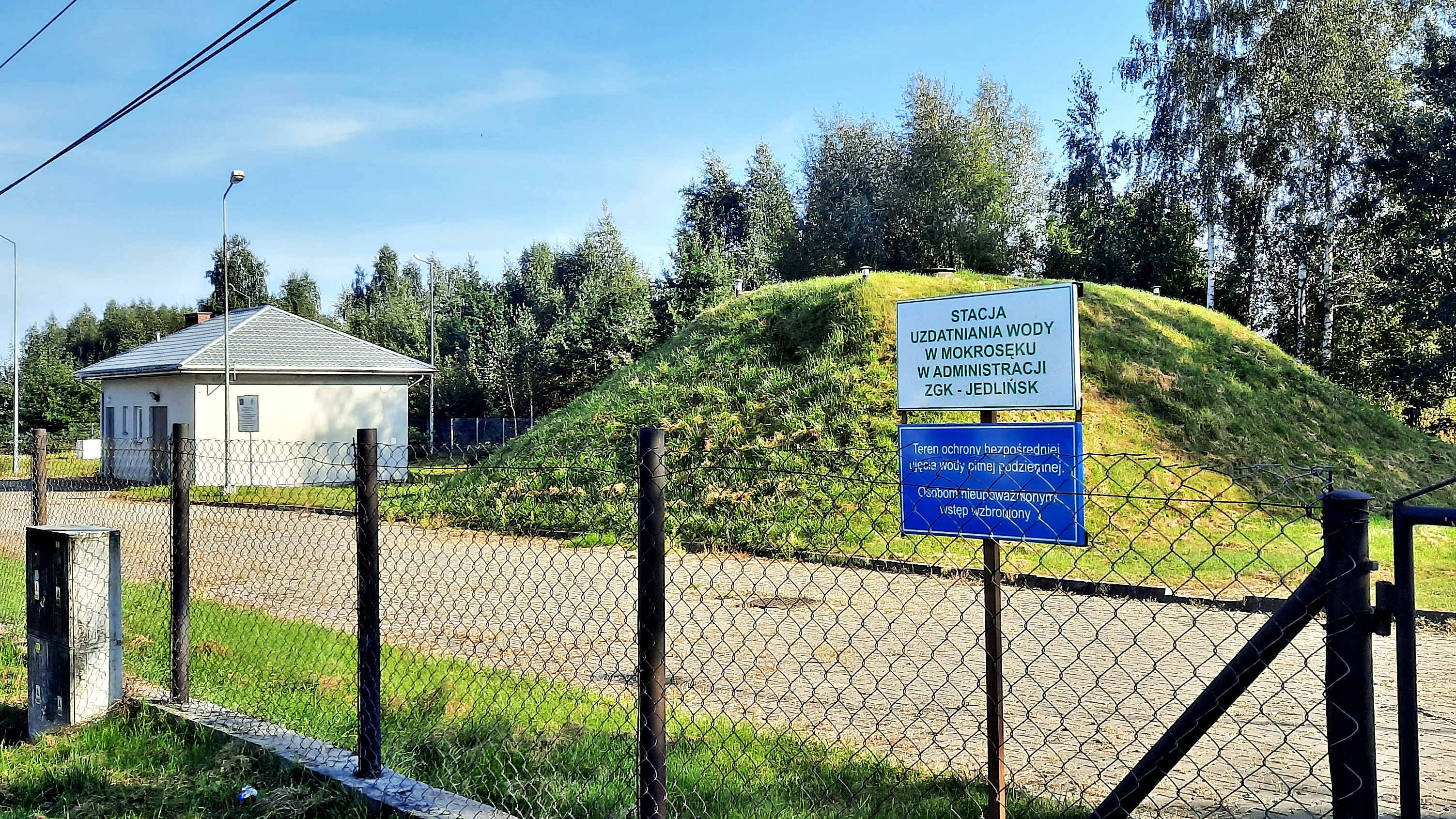
SUW w Mokrosęku

Wieś jest w pełni zelektryfikowana. Posiada także sieć telefoniczną oraz wodociągową, która została zmodernizowana w 2007 r.. W 2010 r. wykonano we wsi odwiert studni głębinowej. Studnia została podłączona do wybudowanej w latach 2013–2014 stacji uzdatniania wody.
Przez miejscowość przebiega droga powiatowa nr 1133W Stara Błotnica – Jedlanka o długości 5,2 km (w tym 3,15 km w granicach wsi) łącząca wieś z drogą krajową nr 7. Droga ta została zmodernizowana w 2010 r.. Przez miejscowość biegnie także czerwony szlak rowerowy  Związku Gmin Radomka Bartodzieje–Uroczysko Grabina (dł. 59,8 km).

## Nazwa miejscowości
W spisie miejscowości w Polsce w latach międzywojennych wieś występowała jako dwie jednostki osadnicze: Mokronosek Nowy i Stary. W literaturze nazwa wsi występuje w jeszcze kilku innych formach: Mokrosink, Mokrosiek, Mokrosszak, Mokroszak, Mokrossank, Mocrossank, Mokrosank, Mokrosancz, Mokrosang, Mokrossek, Mokrosęki, Mocrzoszek. Nazwa wsi w formie gwarowej to Mokrosynk. Etymologia nazwy miejscowości jest niejednoznaczna. Przypuszcza się, że może się ona wywodzić od wyrażenia mokre sęki opisującego teren bagnisty, wilgotny. Karol Potkański wskazuje na związek nazwy miejscowości oraz pobliskich osad z obszarami leśnymi, co może oznaczać, że wieś została założona na obrzeżach rosnącej w przeszłości na tym terenie Puszczy Radomskiej (jeszcze w XVIII w. tereny na północ od Jedlińska, sięgające obszaru pomiędzy Zawadami, Płaskowem i Jedlanką, porastały duże kompleksy leśne, obecnie ich pozostałość stanowi Puszcza Stromecka). Możliwe także, że nazwa pochodzi od słowa Mokronos, będącego imieniem staropolskim lub nazwą osobową typu przezwiskowego – od imienia jej założyciela lub osoby, której została nadana. Obecnie żadna inna miejscowość w Polsce nie nosi takiej nazwy. W przeszłości istniała miejscowość o nazwie Mokrosęk, obecnie część Surówek, które same są częścią wsi Zabłocie.

## Historia
Wieś mogła istnieć już w XI–XII w. Franciszek Piekosiński zalicza ją do wsi, które na początku XII w. Bolesław III Krzywousty nadawał rycerzom-włodykom jako zapłatę za służbę rycerską w drużynie książęcej lub też z okazji swojego ślubu. W okresie tym w odległości kilku kilometrów istniały już średniowieczne grody w Nowym Goździe, Starym Kiełbowie i Starej Błotnicy.
Pierwszy raz nazwa wsi jest wspominana w dokumencie wystawionym 21 marca 1409 r. przez Jana z Kaszowa, chorążego sandomierskiego. Jako świadek sporządzenia dokumentu wskazany został Szarkon, dziedzic na Mokrosęku. Nazwa miejscowości została wspomniana także w księgach sądowych sandomierskich z 1411 r. Została zapisana wtedy jako Mocrossank. Kolejny znany zapis o wsi pochodzi ze spisu podatku pogłównego z 1508 r. Równie wczesną wzmianką o miejscowości jest Liber beneficiorum Jana Łaskiego spisywany w latach 1511–1523. Do XVII w. majątek znajdował się w posiadaniu Mokrosęckich (inna forma nazwiska – Mokrosański). Źródła wspominają tylko kilku szlachciców pochodzących z tej rodziny – braci Tomasza i Piotra, ich nieznanego z imienia ojca, Tomasza (prawdopodobnie tożsamego ze wspomnianym wcześniej bratem Piotra), Piotra (najpewniej brat Tomasza) oraz Wawrzyńca, który w 1569 r. był właścicielem wsi. Niepewna jest przynależność rodowa kolejnego szlachcica, mieszkającego w majątku bądź będącego jego właścicielem na początku XV w., wymienianego w źródłach jako Mikołaj, który w 1417 r. prowadził spór z Jakubem z Błotnicy o wyrąb drewna. Natomiast przytoczone jest nazwisko Tomasz Darzecz, herbu Kuszaba, który również był właścicielem lub mieszkańcem Mokrosęka na początku XV w. Ks. Franciszek Siarczyński w swoim Opisie powiatu radomskiego odnotował, że miejscowość była własnością rodziny Gozdzkich herbu Doliwa (inne formy nazwiska: Gojski, Godzki, Goscki). Znanymi dziedzicami tego majątku z rodu Gozdzkich byli: Jan z Gozdu i Mokrosęka, który w 1458 r. był dziedzicem wsi, Janusz (w 1508 r. był właścicielem Mokrosęka i Kobylnika), Andrzej oraz syn Andrzeja, Maciej. W księgach sądowych z lat 1582 i 1586 wymieniane są dzieci Macieja z Mokrosęka: Krzysztof, Stanisław, Zofia, Anna, Katarzyna, Dorota i Barbara Gozdzcy.
Miejscowość położona na pograniczu mazowiecko-małopolskim, tuż przy granicy z Zapiliczem, częścią Mazowsza położonym między rzekami Radomką i Pilicą. Prywatna wieś szlachecka, położona była w drugiej połowie XVI wieku w powiecie radomskim województwa sandomierskiego.
W 1741 r. wieś od Gozdzkich została nabyta przez rodzinę Potkańskich herbu Brochwicz. Przez pewien okres wieś znajdowała się także w posiadaniu zastawnym klasztoru benedyktynek z Radomia. 20 lipca 1745 r. dokumentem sporządzonym w Radomiu, majątek zapisała mniszkom Krystyna Potkańska, łowczyna sandomierska, przez 12 lat rezydentka klasztoru. Zapis ten jednak, bez zgody sejmu, był nieważny. Zamiast tego kolejny dziedzic wsi, Aleksander Potkański oddał ją radomskim mniszkom w zastaw (za pożyczoną kwotę 6 000 złp; odmówił jednak podpisania kwitu, co było powodem sporu sądowego). Po spłacie długu Potkański w 1776 r. zażądał zwrotu majątku, co stało się – za jego zgodą – dopiero po pewnym czasie (źródła podają, że wieś znajdowała się w posiadaniu zastawnym klasztoru jeszcze w 1789 r. i 1803 r.).
Następnie właścicielem wsi był podkomorzy sandomierski Antoni Potkański, po którego śmierci w 1782 r. majątek odziedziczyła jego żona Ludwika z Rostworowskich Potkańska herbu Nałęcz (ur. 1744, zm. 2 września 1817), teściowa Pawła Biernackiego. W testamencie z 29 sierpnia 1817 r. hrabina Potkańska zapisała Bliżyn i Mokrosęk swojemu synowi Hiacyntowi Jackowi (zm. 1835), zobowiązując go do ukończenia budowy kościoła parafialnego w Bliżynie. W 1823 r. Hiacynt Potkański objął spadek, w wyniku czego krewni Ludwiki i Antoniego Potkańskich złożyli sądową skargę przeciwko przejęciu przez niego majątku. Wśród potencjalnych spadkobierców znajdowali się m.in. Amelia z Oppeln-Bronikowskich Załuska (ur. 1804, zm. 12 marca 1896 r., córka Mikołaja i Anny z Krasińskich) oraz sukcesorzy kasztelana radomskiego Józefa Potkańskiego (zm. 1782) i jego żony Marianny z Pawęskich. Sąd uznał roszczenia pretendentów w 1824 r., jednak w kilka lat później sąd wyższej instancji unieważnił poprzedni wyrok i jedynym właścicielem wsi ponownie został Hiacynt Potkański. Po śmierci Hiacynta właścicielką Mokrosęka została jego córka Aniela (żona Aleksandra Wielogłowskiego), która w 1842 r. sprzedała wieś Grzegorzowi Franciszkowi Zdrodowskiemu (urzędnikowi Sądu Pokoju Powiatu Szydłowieckiego) za 66 tys. zł (szacunkowa wartość majątku wynosiła jednak 100 tys. zł). W ramach uwłaszczenia z 1864 r. miejscowym włościanom przekazano 237 mórg gruntów. W 1873 r. ówczesny właściciel wsi, Karol Leopold Domaszewski herbu Jastrzębiec (urzędnik Wydziału Skarbowego Rządu Gubernialnego Radomskiego, syn Julianny z Sikorskich i Antoniego Kajetana, dziedzica dóbr Korzeń, konfederata radomskiego, prawnuk podstolego łukowskiego Jana Domaszewskiego, praprawnuk Stanisława Domaszewskiego, łowczego łukowskiego i sędziego grodzkiego radomskiego), rozpalcelował majątek sprzedając działki 31 nabywcom. Niezachowany dwór dziedziców Mokrosęka zlokalizowany był w centralnej części miejscowości, na terenie nieruchomości oznaczonej obecnie nr 26. Nie zachowały się o nim szczegółowe informacje, wiadomo natomiast, że był parterowym budynkiem murowanym z cegły i posiadał kominek, ganek oraz ozdobną elewację – kamieniarkę. Na podłogach ułożony był parkiet. Do chwili jego rozebrania, prawdopodobnie w latach 80. XX w., zachowały się jedynie pozostałości budynku (dwie izby). W pobliżu dworu znajdował się murowany budynek – być może oficyna lub rządcówka, a także murowane czworaki. Do czasów współczesnych z całego zespołu dworskiego zachowały się tylko: jeden ze stawów, stary jesion oraz pozostałości sadu owocowego.
4 lipca 1891 r. miejscowość i okoliczny teren nawiedziła nawałnica z gradobiciem, uszkadzając uprawy i zabudowania. O sile tego zjawiska może świadczyć fakt, że w pobliskim Kadłubku odnotowano jedną ofiarę śmiertelną.
W dniach 10 i 11 czerwca 1809 r. w okolicach Mokrosęka rozegrała się bitwa jedlińsko-jankowicka. 10 czerwca w rejonie wsi Polacy stoczyli z Austriakami jednak tylko kilka drobnych potyczek, a 11 czerwca, w dniu głównych działań, w miejscowości rozlokowane były austriackie oddziały kawalerii, których zadaniem było ubezpieczanie lewego skrzydła głównych sił.
W latach 1906–1907 we wsi odnotowano kontakty z Socjaldemokracją Królestwa Polskiego i Litwy, jako element wystąpień chłopskich przeciwko władzy zaborczej.
W czasie okupacji niemieckiej, w ramach podobwodu Jedlińsk (kryptonim Jałowiec, Jeleń, Janina), obwodu Radom, we wsi działała placówka ZWZ-AK (pod koniec 1942 r. była jedną z ośmiu pełnych drużyn Armii Krajowej w gminie Stara Błotnica). Jej komendantem był kpr. Stefan Hernik, ps. „Tygrys”, a następnie Jan Żurowski (obydwaj w ZWZ-AK od listopada 1941 r.) i Walenty Żurowski, ps. „Wir” (aresztowany we wrześniu 1945 r. przez Urząd Bezpieczeństwa). Po II wojnie światowej na terenie wsi działy zbrojne grupy podziemia antykomunistycznego. Na przełomie czerwca i lipca 1950 r. w Mokrosęku, oraz w kilku innych okolicznych miejscowościach UB, przy pomocy funkcjonariuszy MO prowadził akcję likwidacji grupy partyzanckiej dowodzonej przez Aleksandra Młyńskiego, ps. "Drągal", która była ostatnią w regionie radomskim formacją podziemia niepodległościowego. Młyński utrzymywał kontakty z mieszkańcami wsi oraz prowadził w niej swoją działalność. Jedną z akcji wykonanych przez oddział "Drągala" było zarekwirowanie w dniu 6 kwietnia 1950 r. sołtysowi Mokrosęka kwoty 21.000 zł pochodzącej z zebranych podatków.
W latach 80. XX w. we wsi działała "Solidarność Wiejska".

## Oświata, kultura i rekreacja
W 1916 r. we wsi została założona jednoklasowa szkoła powszechna. W 1934 r. został oddany do użytku budynek świetlicy wiejskiej, w którym siedzibę znalazła szkoła. Poświęcenie budynku nastąpiło 18 lutego 1934 r., a znalazła się w nim także siedziba świetlicy Związku Strzeleckiego. Po II wojnie światowej uruchomiono także placówkę wychowania przedszkolnego oraz filię biblioteczną. Szkoła została zlikwidowana w drugiej połowie XX w. (później budynek mieścił świetlicę wiejską, w ostatnich latach nieużytkowany, w 2018 r. został wyburzony), a uczniowie przeniesieni do nowo wybudowanego budynku szkoły podstawowej w Ludwikowie.
W czerwcu 2012 r. rozpoczęto w miejscowości budowę wiejskiego domu kultury, którą zakończono w lipcu 2013 r.. Przy świetlicy istnieje trawiaste boisko do piłki nożnej.
W miejscowości znajdują się cztery przydrożne kapliczki pochodzące z I poł. XX w..

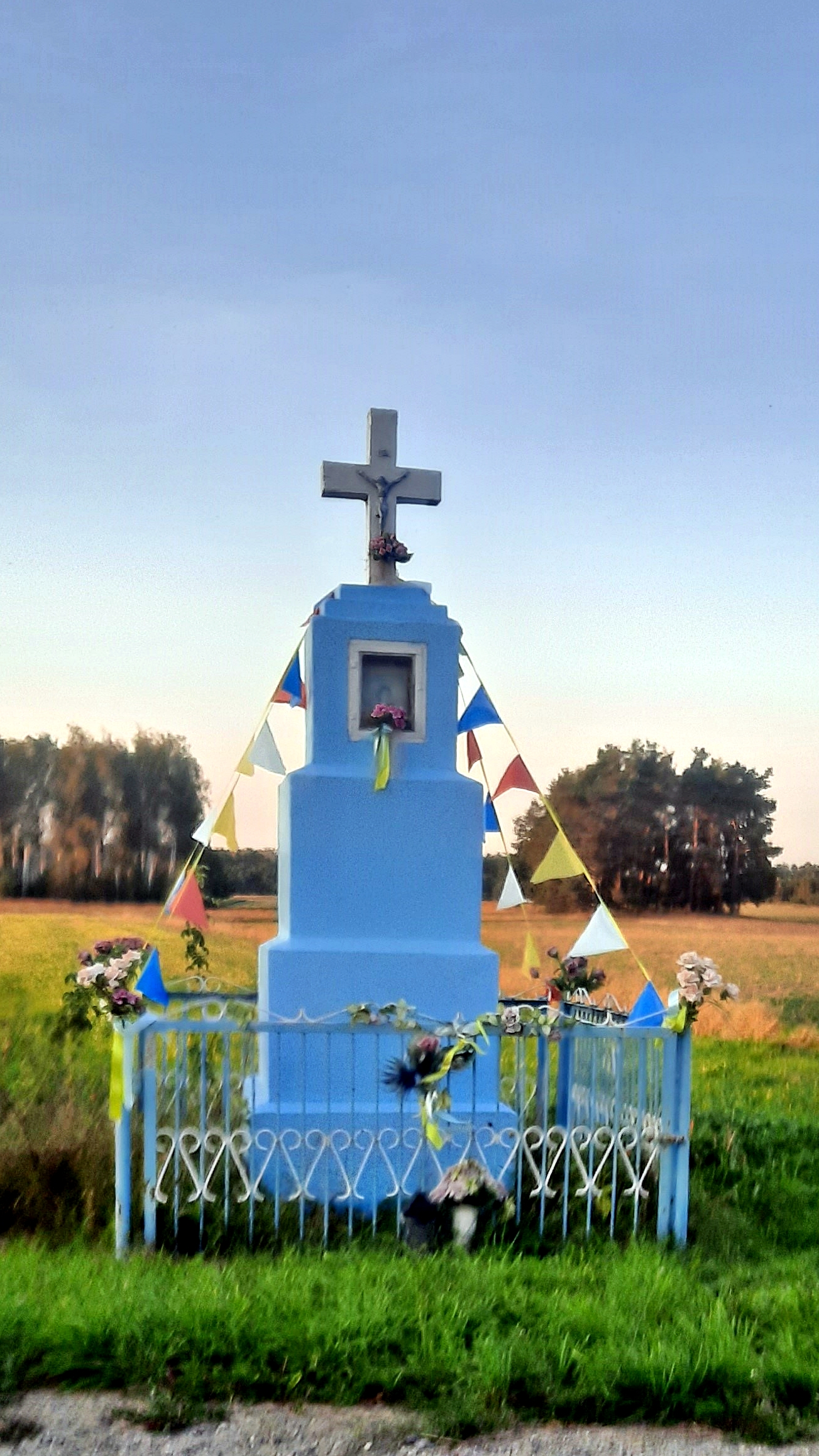
Kapliczka w Mokrosęku z I ćw. XX w.

Przykładami sztuki ludowej pochodzącymi z miejscowości są dzieła muzyczne wykonywane na skrzypcach: Obery z Mokrosęka, Od Nortów, Za bydłem. Wykonawcami utworów byli miejscowi artyści. Zachowały się nagrania z lat 50. XX w. skrzypków Edwarda Sulowskiego i Stanisława Pajączkowskiego. Szczególne uznanie w regionie zdobył pochodzący z Mokrosęka skrzypek Piotr Pająk.

## Demografia
Miejscowość zamieszkuje 230 osób (2020). Znaczący wzrost liczby ludności nastąpił w II poł. XIX w., kiedy to liczba ludności wzrosła ponad dwuipółkrotnie. Ta sama tendencja dotyczyła także liczby domów mieszkalnych w miejscowości, których było po 15 w latach 1827 i 1847, 16 w 1849 r., a w 1885 r. było ich już 37.
| Rok  | Liczba ludności | Liczba ludności                      |
| Rok  | Mokrosęk        | Sołectwo Mokrosęk (razem z Gryzowem) |
| ---- | --------------- | ------------------------------------ |
| 1775 | ok. 90          | –                                    |
| 1808 | 118             | –                                    |
| 1827 | 83              | –                                    |
| 1845 | 213             | –                                    |
| 1907 | 470             | 521                                  |
| 1921 | 359             | 431                                  |
| 1940 | 415             | 459                                  |
| 1943 | b.d.            | 465                                  |
| 1947 | 304             | 369                                  |
| 1970 | b.d.            | 289                                  |
| 1971 | b.d.            | 289                                  |
| 1988 | b.d.            | 249                                  |
| 1998 | b.d.            | 249                                  |
| 2002 | b.d.            | 269                                  |
| 2009 | b.d.            | 253                                  |
| 2010 | 224             | 253                                  |
| 2011 | b.d.            | 265                                  |
| 2012 | b.d.            | 255                                  |
| 2013 | b.d.            | 265                                  |
| 2017 | 229             | 262                                  |
| 2020 | 230             | 263                                  |

| Grupa wiekowa    | Udział w ogóle ludności | Udział w ogóle ludności | Udział w ogóle ludności | Udział w ogóle ludności | Udział w ogóle ludności |
| Grupa wiekowa    | 1971                    | 2002                    | 2009                    | 2010                    | 2011                    |
| ---------------- | ----------------------- | ----------------------- | ----------------------- | ----------------------- | ----------------------- |
| przedprodukcyjna | 28,0%                   | 30,6%                   | 24,9%                   | 25,4%                   | 25,3%                   |
| produkcyjna      | 59,5%                   | 53,9%                   | 60,1%                   | 60,6%                   | 60,7%                   |
| poprodukcyjna    | 12,5%                   | 15,5%                   | 15,0%                   | 14,0%                   | 14,0%                   |

## Polityka i administracja

### Przynależność administracyjna
Przez długi okres, prawdopodobnie już od samego powstania miejscowości, Mokrosęk był częścią parafii Stara Błotnica, jak i gminy Stara Błotnica.
W latach 1933–1954 wieś Mokrosęk należała do jednostki pomocniczej gmin – gromady Mokrosęk (w jej skład wchodziły również kolonia Mokrosęk, kolonia Gutów-Norty i kolonia Gryzów), a w latach 1954–1961 wchodziła w skład nowo utworzonej gromady Ludwików. 31 grudnia 1961 gromadę tę zniesiono, a jej obszar włączono do gromady Jedlińsk. 1 stycznia 1973 miejscowość przyłączono do reaktywowanej gminy Jedlińsk (początkowo w granicach województwa kieleckiego, w latach 1975–1998 w województwie radomskim, zaś od 1999 w powiecie radomskim województwa mazowieckiego). Po kolejnej reformie podziału administracyjnego z 1975 r., która likwidowała powiaty, i w perspektywie możliwości zlikwidowania niewielkie obszarowo i ludnościowo gminy Stara Błotnica, wysunięto postulat przyłączenia m.in. Mokrosęka do tej gminy, co ostatecznie nie doszło do skutku wobec sprzeciwu mieszkańców wsi.

### Parlamentarzyści i radni
Mieszkańcy Mokrosęka wybierają radnych do sejmiku województwa w okręgu nr 4, z kolei posłów na Sejm – z okręgu wyborczego nr 17. W gminie Jedlińsk miejscowość przynależy do obwodu głosowania nr 2 z siedzibą w Publicznej Szkole Podstawowej w Ludwikowie.